# Сетинска крепост
Сетина (на гръцки: Κάστρο Σέτινας) е средновековна крепост, чиито останки се намират в леринското село със същото име Сетина (на гръцки Скопос), Гърция.

## Местоположение
Крепостта е разположена край пътя, източно от селото.

## История
Сетина се споменава от византийския хронограф Георги Кедрин в края на XI век. През X век Сетина е един от най-важните градове на българското царство по времето на цар Самуил, чието седалище е било относително близо в Охрид, а Самуиловият дворец на остров Свети Ахил също е бил наблизо. Васил Златарски предполага, че Самуиловият дворец при Сетина е „ловджийски“.
Към 1017 година в Сетина се съхраняват големи количества жито. През същата година император Василий II Българоубиец, след голямата си победа при Ключ в 1014 година, обсажда Сетина и накрая я превзема и унищожава, след което последва злощастната за България Битка при Сетина. Въпреки това изглежда, че градът е съществувал още няколко десетилетия и е окончателно разрушен, вероятно към края на XII век.

## Находки
Николаос Муцопулос в „Неизвестни византийски крепости в Македония“ описва Сетина като град с епископско седалище, страноприемници, мини и други сгради. Според него са открити предмети от II до XII век. В района са установени необичайно голям брой подземни галерии, за които се смята, че са били използвани за съхранение на пшеница от равнината Пелагония. Открити са също християнска базилика и гробище.